# Guntur
Pronunciação
Guntur é uma cidade do Estado de Andra Pradexe, na Índia. Localiza-se no delta do rio Krishna. Tem uma população de de 743 354 habitantes. Foi fundada pelos franceses no século XVIII e cedida aos britânicos em 1823.